# BAP Islay (SS-35)
El BAP Islay (SS-35) es uno de los submarinos Tipo 209/1100 de la Marina de Guerra del Perú. Fue construido por el astillero alemán Howaldtswerke-Deutsche Werft en su astillero de Kiel. Su nombre recuerda al Combate naval de Islay, ocurrido en la guerra contra la Confederación Perú-Boliviana. Después de las pruebas en el mar del Norte, llegó al puerto peruano del Callao en 1974. Posteriormente recibió una revisión a fondo en Kiel en 1983.

## Características
En superficie, desplaza 1180 t, mientras que sumergido desplaza 1290 t. Tiene una eslora de 56 m, una manga de 6,3 m y un calado de 5,5 m. Como submarino Tipo 209, tiene un sistema de propulsión diésel-eléctrica, compuesta por cuatro motores diésel MTU Siemens y un motor eléctrico Siemens, con una potencia de 3600 hp, con la que puede desarrollar una velocidad de 10 nudos en superficie y 22 nudos sumergido.